# Iskärna (isbildning)
För iskärna i betydelsen borrprov ur glaciär, se iskärna.
En iskärna är en partikel som agerar kärna för bildning av en iskristall. Denna process benämns heterogen nukleation, till skillnad från homogen nukleation när isbildningen sker utan iskärnor. I naturen är det huvudsakligen vid isbildning på en vattenyta och vid bildning av iskristaller i moln som iskärnor är intressanta.

## Molnbildning
Moln utgörs vanligen av små vattendroppar eller iskristaller eller en blandning av dessa. För att en molndroppe skall frysa utan inblandning av iskärnor krävs en temperatur på -40°C. Detta beror på att det krävs att vattenmolekylerna måste röra sig långsammare för att öka chansen för bildning av ett isembryo i en liten vattenvolym. Med hjälp av iskärnor kan bildning av iskristaller börja vid mycket högre temperaturer.
Man brukar skilja mellan två typer av iskärnor, fryskärnor och sublimationskärnor. En sublimationskärna är en iskärna som får vattenånga att deponera, det vill säga övergå från gasform till fast form. En fryskärna är en iskärna som påverkar en molndroppe att frysa. Det kan ske väsentligen på två olika sätt, antingen genom att en kontakt sker mellan iskärnan och vattendroppen eller genom att iskärnan upptas av vattendroppen.